# Margarita Fouché
Margarita Fouché de Otranto (Elghammar, Suecia, 28 de marzo de 1909 - Bad Berleburg, Alemania, 25 de agosto de 2005) fue una aristócrata francesa y princesa de Sayn-Wittgenstein-Berleburg por matrimonio. Fue la esposa de Gustavo Alberto, V príncipe de Sayn-Wittgenstein-Berleburg, un alto general del ejército alemán declarado desaparecido en 1944 y muerto en 1969 y madre de Ricardo de Sayn-Wittgenstein-Berleburg, quién contrajo matrimonio con la princesa Benedicta de Dinamarca.
Su padre Carlos Luis Fouché, VI duque de Otranto era un descendiente Joseph Fouché, Duque de Otranto (1759-1820), político francés que ejerció su poder durante la Revolución francesa y el imperio napoleónico.

## Matrimonio y descendencia
Margarita contrajo matrimonio el 26 de junio de 1934 en Björnlunda, Suecia, con Gustavo Alberto, V Príncipe de Sayn-Wittgenstein-Berleburg.
De su matrimonio nacieron cinco hijos:
- Ricardo Casimiro (n. 29 de enero de 1938 - f. 13 de marzo de 2017),  VI príncipe zu Sayn-Wittgenstein-Berleburg, contrajo matrimonio con la princesa Benedicta de Dinamarca (n. el 29 de abril de 1944), hija del rey Federico IX de Dinamarca y de la princesa Ingrid de Suecia.
- Princesa Magdalena Olga zu Sayn-Wittgenstein-Berleburg (n. el 22 de abril de 1936). Contrajo matrimonio con el conde Otón zu Solms-Laubach, hijo del conde Georg Friedrich zu Solms-Laubach (n. 1899 - f. 1969) y de la princesa Johanna Marie zu Solms-Hohensolms-Lich (n. 1905 - f. 1982), con descendencia.

- Príncipe Robin Alejandro zu Sayn-Wittgenstein-Berleburg (n. el 29 de enero de 1938), casado dos veces.

- Princesa Tatiana Luisa zu Sayn-Wittgenstein-Berleburg (n. el 31 de julio de 1940), contrajo matrimonio con Mauricio, landgrave de Hesse (n. 6 de agosto de 1926 - f. 23 de mayo de 2013), hijo de Felipe, landgrave de Hesse-Kassel y de la princesa Mafalda de Italia, tuvo descendecia.

- Princesa Pía Margarita zu Sayn-Wittgenstein-Berleburg (n. el 8 de diciembre de 1942), soltera.

## Distinciones honoríficas
- Dama Gran Cruz de la Orden de Dannebrog (Reino de Dinamarca, 03/02/1968).